# 무코마치역
무코마치역(일본어: 向日町駅, むこうまちえき)은 일본 교토부 무코시에 있는 역으로, 서일본 여객철도의 도카이도 본선 상에 있는 역이다. 또, 일본화물철도 (JR 화물)의 화물역이었지만, 2006년부터 화물열차의 발착은 설정되어 있지 않다.
실제로는 역의 극히 일부가 교토시 미나미구에 걸쳐있다. 한큐 전철 교토 본선의 히가시무코 역으로부터는 약 500m 정도 떨어져 있다(도보로 약 10분).
무코 시내에 있는 한큐 전철 교토 본선의 히가시무코역 (구 히가시무코마치 역), 니시무코 역 (구 니시무코마치 역)은 1972년 10월의 시 규제에 의하여 역명을 바꾸었으나, 무코마치 역은 시 규제의 실행에도 개칭하고 있지 않다.

## 역 구조
2면 4선의 섬식 플랫폼이 있는 지상역이다. 외측 플랫폼에는 철책이 있어, 내측에서만 승강이 이루어진다. (단, 내측선도 일부 시간대의 교토부터 쾌속 은 통과한다) 역사는 선로의 서측에 있고, 플랫폼과는 지하로 연결되어 있다.
ICOCA나 J스루 카드등을 이용할 수 있으며, ICOCA의 상호 이용 대상인 Suica, PiTaPa (스룻토 간사이 협의회)도 이용 가능하다.

### 승강장
↑다카쓰키·오사카 방면

| １２ | | ３４ |

교토·구사쓰 방면↓
| 1 | ●JR 교토 선 (하행 외측선) | 통과열차만 존재, 폐쇄되어 있음           |
| 2 | ●JR 교토 선 (하행 내측선) | 다카쓰키·오사카·산노미야 방면            |
| 3 | ●JR 교토 선 (상행 내측선) | 교토·구사쓰·마이바라 방면                |
| 4 | ●JR 교토 선 (상행 외측선) | 통과열차만 존재, 폐쇄되어 있음 열차 운행 |

## 역세권 정보
오사카역 방향으로 서일본 여객철도의 교토 종합 운전소 (구 무코마치 운전소)가 위치하고 있다.

### 버스 정류장
JR 무코마치
- 야사카 버스
  - 1, 2, 3, 4, 임시 계통
- 게이한 교토 교통
  - 22, 4, 63, 65, 66, 71, 72 계통

## 승차량 변동
시간이 갈수록 승차량이 늘어나는 추세이다.
| 연도      | 승차량 | 승차량 | 승차량 | 승차량 | 승차량 | 승차량 | 승차량 | 승차량 | 승차량 | 승차량 |
| 연도      | 1998년 | 1999년 | 2000년 | 2001년 | 2002년 | 2003년 | 2004년 | 2005년 | 2006년 | 2007년 |
| --------- | ------ | ------ | ------ | ------ | ------ | ------ | ------ | ------ | ------ | ------ |
| JR 서일본 | 9704   | 9515   | 9809   | 9769   | 9906   | 10589  | 10937  | 11336  | 11575  | 11560  |

## 역사
- 1876년 7월 26일 - 개업.
- 1987년 4월 1일 - 일본국유철도 분할 민영화에 의하여 서일본 여객철도와 일본화물철도의 역이 되었다.
- 2006년 3월 18일? - 화물 열차의 설정이 없어졌다. 이전까지는 스미토모 오사카 시멘트의 교토 서비스 스테이션으로의 전용선으로 모토스 역과 오미나가오카역으로부터의 시멘트 수송 열차가 있었다.
  - 이전에는 일본 석유, 쉘 석유의 유조소가 이 부근에 있어, 거기에도 전용선이 연결되어 있었다. 그 밖에도, 육상 자위대 가쓰라 주둔지나 기린 맥주의 교토 공장 (1999년에 폐쇄)까지의 전용선도 있었다.

## 인접역
| 서일본 여객철도 도카이도 본선 | 서일본 여객철도 도카이도 본선        | 서일본 여객철도 도카이도 본선 |
| ----------------------------- | ------------------------------------ | ----------------------------- |
| 가쓰라가와 마이바라 방면      | ● JR 교토 선 ■ 보통 (각역정차), 쾌속 | 나가오카쿄 오사카 방면        |